# 大叶子
大叶子（学名：Astilboides tabularis）为虎耳草科大叶子属下的唯一一个种。为草本植物。分布于朝鲜和中国东北部。